# تاكاهيرو تاغوشي
تاكاهيرو تاغوشي (田口 貴寛) (مواليد 8 ديسمبر 1957) هو مدرب كرة قدم.

## وصلات خارجية
- تاكاهيرو تاغوشي على موقع Soccerway.com (الإنجليزية)

- J.League Data Site (باليابانية)